# Bahnstrecke Klackberg–Fagersta
| Streckenlänge: | 14 km               |                                                  |                                                  |
| Spurweite: | 750 mm (Schmalspur) |                                                  |                                                  |
| |                     |                                                  |                                                  |
| \| \| \| Bahnstrecke Ängelsberg–Kärrgruvan von Kärrgruvan \| \| \| \| \| Bahnstrecke Ängelsberg–Kärrgruvan von Norberg \| \| \| \| 0,0 \| Klackberg \| Klackberg \| \| \| 2,0 \| Kolningsberg \| Kolningsberg \| \| \| \| Malmkärra (bis 1936) \| \| \| \| \| zum Stortägtsverket \| \| \| \| \| von Stortägtsgruvan \| \| \| \| \| Godsstråket genom Bergslagen von Skinnskatteberg \| \| \| \| \| Fagersta bruk \| \| \| \| 14,0 \| Fagersta \| Fagersta \| \| \| \| Godsstråket genom Bergslagen nach Snyten \| \| |                     |                                                  |                                                  |
| Strecke (außer Betrieb) |                     | Bahnstrecke Ängelsberg–Kärrgruvan von Kärrgruvan | Bahnstrecke Ängelsberg–Kärrgruvan von Kärrgruvan |
| Abzweig geradeaus und von links (Strecke außer Betrieb) |                     | Bahnstrecke Ängelsberg–Kärrgruvan von Norberg    | Bahnstrecke Ängelsberg–Kärrgruvan von Norberg    |
| Bahnhof (Strecke außer Betrieb) | 0,0                 | Klackberg                                        | Klackberg                                        |
| Dienststation / Betriebs- oder Güterbahnhof (Strecke außer Betrieb) | 2,0                 | Kolningsberg                                     | Kolningsberg                                     |
| Blockstelle (Strecke außer Betrieb) |                     | Malmkärra (bis 1936)                             | Malmkärra (bis 1936)                             |
| Abzweig geradeaus und nach rechts (Strecke außer Betrieb) |                     | zum Stortägtsverket                              | zum Stortägtsverket                              |
| Abzweig geradeaus und von rechts (Strecke außer Betrieb) |                     | von Stortägtsgruvan                              | von Stortägtsgruvan                              |
| Abzweig ehemals geradeaus und von rechts |                     | Godsstråket genom Bergslagen von Skinnskatteberg | Godsstråket genom Bergslagen von Skinnskatteberg |
| ehemalige Blockstelle |                     | Fagersta bruk                                    | Fagersta bruk                                    |
| Bahnhof | 14,0                | Fagersta                                         | Fagersta                                         |
| Strecke |                     | Godsstråket genom Bergslagen nach Snyten         | Godsstråket genom Bergslagen nach Snyten         |

Die Bahnstrecke Klackberg–Fagersta bestand aus den beiden Teilstrecken Klackberg–Kolningsberg und Kolningsberg–Fagersta. Dies waren schmalspurige Eisenbahnstrecken in der schwedischen Provinz Västmanlands län und der historischen Provinz Västmanland. Sie führten von Klackberg über Kolningsberg nach Fagersta. Zwischen 1910 und 1945 bildeten die beiden Strecken eine betriebliche Einheit.

## Geschichte
Beide Bahnstrecken wurde gebaut, um Eisenerz aus dem Gebiet des Kolningsbergsfältet, das etwa drei bis vier Kilometer nordwestlich von Norberg liegt, zur weiteren Verarbeitung abzufahren.
Ab 1856 war die Region mit einer Schmalspurstrecke, der Bahnstrecke Ängelsberg–Kärrgruvan, an das schwedische Schienennetz angeschlossen. Diese wurde 1876 auf Normalspur umgespurt. Der Anschluss von Klackberg erfolgte am 7. März 1883 mit einer direkt von Norberg abgehenden Strecke. Klackberg wurde zudem 1898 über Kärrgruvan mit einer weiteren Strecke angebunden.
Zuvor wurde das Eisenerz vom Norbergsfältet nach Ängelsberg über den See Åmänningen und weiter mit Pramen über den Strömsholm-Kanal zum Mälaren gebracht.

### Bahnstrecke Klackberg–Kolningsberg
Die zwei Kilometer lange Strecke Klackberg–Kolningsberg wurde 1885 eröffnet und bis 1919 als Pferdebahn betrieben. Anschließend wurden Motorlokomotiven eingesetzt. Die Strecke wurde 1951 eingestellt.

### Bahnstrecke Kolningsberg–Fagersta
Der erste Teil der Bahnstrecke wurde 1910 von Fagersta bruk ausgehend von der Gießerei und dem Anreicherungswerk (Konzentrator) zur Stortägtsgruvan gebaut. 1918 erfolgte die Erweiterung bis nach Kolningsberg. Bei der Eröffnung war eine Dampflokomotive vorhanden, die vier Wagen befördern konnte.

## Strecke und Hochbauten
Die Strecke war etwas mehr als zwölf Kilometer lang. Die Fahrzeit betrug etwa zwei Stunden. Es gab nie öffentlichen Verkehr und keinen Personenverkehr auf der Strecke. Der Betrieb wurde 1945 eingestellt und durch LKW ersetzt.
Das Bahnhofsgebäude in Klackberg ist noch vorhanden. Es wird als Wohnhaus genutzt und ist in gutem Zustand.

## Fahrzeuge und Betrieb
Im Streckenbetrieb wurden zuerst sechs Akkumulatorlokomotiven eingesetzt, die den Namen Gråsuggor (Asseln) trugen. Sie besaßen zwei Batterien und wurden mit einer Spannung von 500 Volt betrieben.
Später wurden Diesellokomotiven eingesetzt, weil die Akkuloks für den Streckenbetrieb zu schwach waren. Sie wurden danach auf dem Werksgelände eingesetzt und kamen nur noch in Ausnahmefällen in den Einsatz auf der Strecke. Während des Zweiten Weltkrieges wurde die Strecke wegen Treibstoffmangel mit einer Dampflokomotive betrieben. Diese aus Deutschland stammende Lok wurde von Glava bruk erworben. Sie war stärker als die Dieselloks und konnte sechs beladene Wagen befördern.
Der Wagenpark bestand aus Erzwagen, teilweise als Drehgestellwagen ausgeführt, die auf beiden Streckenteilen zum Einsatz kamen. 1940 wurde eine Fahrrad-Draisine beschafft, die bis zur Einstellung der Strecke Verwendung fand.
Die Akkulokomotiven waren im Werksgelände weiter in Betrieb und wurden 1966 verschrottet.
Einige der eingesetzten Diesellokomotiven waren von Bjurström AB Slipmaterial gebaut worden. Baunummer 43 wurde 1948 verschrottet, Nr. 254 (im Einsatz bis 1965) sowie Nr. 255 und 258 (im Einsatz bis 1957) waren mit Fernsteuerung ausgerüstet.